# Championnat de France masculin de hockey sur gazon
Ne doit pas être confondu avec Championnat de France de hockey sur gazon féminin.
Le Championnat de France de hockey sur gazon masculin élite comporte dix clubs.
Il se déroule sur gazon de septembre à novembre et de mars à mai, alors qu'il existe également un Championnat de France de hockey en salle chaque année depuis 1968, de décembre à février, dont le développement fut favorisé par l'apparition du gazon synthétique en 1976.
L'édition 2019-2020, d'abord suspendue en mars, est finalement arrêtée, le 24 avril 2020, par la FFH, en raison de la pandémie de coronavirus. Par conséquent, aucun titre de Champion de France n'est attribué, et aucune promotion ni relégation n'est annoncée, pour la saison suivante.

## Organisation

### Format de la compétition
Le championnat de France Elite de hockey sur gazon se joue en deux phases.
Une première phase de championnat régulier a lieu durant laquelle les dix équipes se jouent en match aller/retour (14 journées). À l'issue de cette phase régulière, les équipes partcipantes sont classée de 1 à 10.
- Les équipes classées de 1 à 4 sont qualifiées pour la deuxième phase.
- Lors de la 2e phase, les demi-finales opposent les équipes classées 1 et 4 de la phase régulière et les équipes classées 2 et 3 de la phase régulière.
Le lendemain les perdants des demi-finales s’affrontent dans le match pour la 3e place.
Les vainqueurs des demi-finales s'affrontent dans la finale. Le vainqueur de la finale est sacré champion de France gazon.

### Qualifications européennes
La France, classée 6ème au rang européen (club), bénéficie de deux tickets pour disputer l'Euro Hockey League (EHL), la compétition réunissant les meilleures équipes européennes. C'est la compétition de club la plus prestigieuse au monde.
Un premier ticket est attribué au champion de France alors que le second ticket est donné au vainqueur du championnat régulier. Si le même club est à la fois champion de France et vainqueur du championnat régulier, le ticket pour l'EHL est reversé au finaliste.

### Promotion et relégation[2]
L'équipe classée 9e de la phase régulière affronte à domicile en match aller-retour sur un week-end l’équipe classée 2e du championnat de France de Nationale 1. L'équipe qui remporte le barrage évoluera en championnat élite la saison suivante, l'équipe qui perd le barrage évoluera en championnat de Nationale 1 la saison suivante.
L'équipe classée 10e de la phase régulière évoluera en championnat de Nationale 1, la saison suivante
L'équipe qui remporte le championnat de Nationale évoluera en championnat de France élite la saison suivante.

## Palmarès

### avant 1900
| - 1899 : Racing Club de France |

### de 1900 à 1919
| - 1900 : CA Internationale Paris - 1901 : CA Internationale Paris - 1902 : HC Paris - 1903 : Racing Club de France - 1904 : CA Internationale Paris - 1905 : Stade français - 1906 : CA Internationale Paris - 1907 : Brittany HC - 1908 : CA Internationale Paris - 1909 : Racing Club de France | - 1910 : Stade français - 1911 : Stade français - 1912 : Stade français - 1913 : Stade français - 1914 : Stade français - 1915 : Annulé pour cause de Première Guerre mondiale - 1916 : Annulé pour cause de Première Guerre mondiale - 1917 : Annulé pour cause de Première Guerre mondiale - 1918 : Annulé pour cause de Première Guerre mondiale - 1919 : Annulé |

### de 1920 à 1939
| - 1920 : Stade français - 1921 : Olympique lillois - 1922 : VGA Médoc - 1923 : Olympique lillois - 1924 : Olympique lillois - 1925 : Lille HC - 1926 : Racing Club de France - 1927 : Lille HC - 1928 : Lille HC - 1929 : Racing Club de France | - 1930 : Racing Club de France - 1931 : Stade français - 1932 : Stade français - 1933 : Stade français - 1934 : Stade français - 1935 : Stade français - 1936 : Lille HC - 1937 : Stade français - 1938 : Stade français - 1939 : Stade français |

### de 1940 à 1959
| - 1940 : Annulé pour cause de Seconde Guerre mondiale - 1941 : Annulé pour cause de Seconde Guerre mondiale - 1942 : Annulé pour cause de Seconde Guerre mondiale - 1943 : Racing Club de France - 1944 : Stade français - 1945 : non attribué - 1946 : Stade français - 1947 : Lille HC - 1948 : VGA Médoc - 1949 : Stade français | - 1950 : SAV Primrose - 1951 : Stade français - 1952 : Stade français - 1953 : Stade français - 1954 : SAV Primrose - 1955 : SAV Primrose - 1956 : SAV Primrose - 1957 : Stade français - 1958 : UAI Paris - 1959 : US Metro Paris |

### de 1960 à 1979
| - 1960 : Racing Club de France - 1961 : Racing Club de France - 1962 : UAI Paris - 1963 : UAI Paris - 1964 : Lille HC - 1965 : Lille HC - 1966 : Lille HC - 1967 : Lyon OU - 1968 : FC Lyon - 1969 : FC Lyon | - 1970 : FC Lyon - 1971 : FC Lyon - 1972 : FC Lyon - 1973 : FC Lyon - 1974 : FC Lyon - 1975 : FC Lyon - 1976 : FC Lyon - 1977 : FC Lyon - 1978 : Stade français - 1979 : Racing Club de France |

### de 1980 à 1999
| - 1980 : FC Lyon - 1981 : Amiens Sports Club - 1982 : Amiens Sports Club - 1983 : Racing Club de France - 1984 : Lille HC - 1985 : Racing Club de France - 1986 : Amiens Sports Club - 1987 : Amiens Sports Club - 1988 : Amiens Sports Club - 1989 : Amiens Sports Club | - 1990 : Racing Club de France - 1991 : Racing Club de France - 1992 : Racing Club de France - 1993 : Racing Club de France - 1994 : Racing Club de France - 1995 : Racing Club de France - 1996 : Racing Club de France - 1997 : Lille HC - 1998 : CA Montrouge - 1999 : Lille HC |

### de 2000 à 2019
| - 2000 : Lille HC - 2001 : Lille HC - 2002 : CA Montrouge - 2003 : Lille HC - 2004 : CA Montrouge - 2005 : Stade français - 2006 : Saint-Germain Hockey Club - 2007 : Saint-Germain Hockey Club - 2008 : Saint-Germain Hockey Club - 2009 : Saint-Germain Hockey Club | - 2010 : CA Montrouge - 2011 : CA Montrouge - 2012 : Lille HC - 2013 : Saint-Germain Hockey Club - 2014 : Saint-Germain Hockey Club - 2015 : Racing Club de France - 2016 : Racing Club de France - 2017 : Racing Club de France - 2018 : Saint-Germain Hockey Club - 2019 : Saint-Germain Hockey Club |

### depuis 2020
| - 2020 : Édition définitivement arrêtée (Pandémie de Covid-19) - 2021 : Pas de champion (Pandémie de Covid-19) - 2022 : CA Montrouge - 2023 : CA Montrouge - 2024 : Lille MHC - 2025 : CA Montrouge |

## Tableau d'honneur
| Rang | Club                                    | Nombre de titres | Dernier titre |
| ---- | --------------------------------------- | ---------------- | ------------- |
| 1    | Stade français                          | 24               | 2005          |
| 2    | Racing Club de France                   | 22               | 2017          |
| 3    | Lille HC                                | 16               | 2024          |
| 4    | FC Lyon                                 | 11               | 1980          |
| 5    | Saint-Germain-en-Laye Hockey Club       | 8                | 2019          |
| 6    | CA Montrouge                            | 8                | 2025          |
| 7    | Amiens Sports Club                      | 6                | 1989          |
| 8    | CA Internationale Paris                 | 5                | 1908          |
| 9    | Société Athlétique de la Villa Primrose | 4                | 1956          |
| 10   | Olympique lillois                       | 3                | 1924          |
| 10   | UAI Paris                               | 3                | 1963          |
| 12   | VGA Médoc                               | 2                | 1948          |
| 13   | Brittany HC                             | 1                | 1907          |
| 13   | HC Paris                                | 1                | 1902          |
| 13   | Lyon OU                                 | 1                | 1967          |
| 13   | US Metro Paris                          | 1                | 1959          |